# ルーホッラー・モタファッケル・アーザード
ルーホッラー・モタファッケル・アーザード（ペルシア語: روح‌الله متفکر آزاد、英語: Ruhollah Motefaker Azad、1982年/1983年 - ）は、自由思想家、イランの政治家、タブリーズ大学自然科学部の准教授である。また、政治家としてイラン・日本友好議員連盟会長も務めている。
彼はタブリーズ大学で一般生物学の学士号と修士号を取得し、日本の金沢大学で生物学（生化学）の博士号を取得した。

## 政治活動

### 少数者の権利擁護
高校と大学から政治・社会活動を始めた彼は、イラン暦1398年9月（西暦2019年11月下旬～12月中旬）に開催された少数者問題に関する国際連合人権理事会でイラン・イスラム共和国を代表して参加し、スイスのジュネーブで様々な国の母語を擁護する趣旨を英語で講演した。

### 国会議員
イラン暦1398年12月2日（西暦2020年2月21日）に執行されたイラン第11期国会議員選挙で、東アーザルバーイジャーン州のタブリーズ、アーザルシャフル、オスクー選挙区から出馬し、105,449票を得票して当選、国会議員となった。

### イラン暦1401年のマフサ・アミニ抗議運動
イラン暦1401年（西暦2022年3月21日～2023年3月20日）にマフサ・アミニ抗議運動が巻き起こった際に、この自由思想家は警察に対し暴徒を直ちに鎮圧するよう要請した。